# Milwaukee Bucks 2007-2008
La stagione 2007-08 dei Milwaukee Bucks fu la 40ª nella NBA per la franchigia.
I Milwaukee Bucks arrivarono quinti nella Central Division della Eastern Conference con un record di 26-56, non qualificandosi per i play-off.

## Roster
| N° | Naz.                   | Ruolo | Sportivo           | Anno | Alt. | Peso |
| -- | ---------------------- | ----- | ------------------ | ---- | ---- | ---- |
| 6  | Australia (bandiera)   | C     | Andrew Bogut       | 1984 | 213  | 111  |
| 7  | Stati Uniti (bandiera) | G     | Ramon Sessions     | 1986 | 191  | 86   |
| 9  | Cina (bandiera)        | A     | Yi Jianlian        | 1987 | 213  | 108  |
| 12 | Stati Uniti (bandiera) | G     | Royal Ivey         | 1981 | 191  | 91   |
| 20 | Stati Uniti (bandiera) | GA    | Awvee Storey       | 1977 | 198  | 101  |
| 21 | Stati Uniti (bandiera) | GA    | Bobby Simmons      | 1980 | 201  | 95   |
| 22 | Stati Uniti (bandiera) | G     | Michael Redd       | 1979 | 198  | 100  |
| 24 | Stati Uniti (bandiera) | A     | Desmond Mason      | 1977 | 201  | 102  |
| 25 | Stati Uniti (bandiera) | G     | Mo Williams        | 1982 | 185  | 84   |
| 31 | Stati Uniti (bandiera) | A     | Charlie Villanueva | 1984 | 211  | 109  |
| 42 | Stati Uniti (bandiera) | G     | Charlie Bell       | 1979 | 191  | 91   |
| 43 | Stati Uniti (bandiera) | C     | Jake Voskuhl       | 1977 | 211  | 111  |
| 50 | Paesi Bassi (bandiera) | C     | Dan Gadzuric       | 1978 | 211  | 109  |
| 51 | Stati Uniti (bandiera) | A     | Michael Ruffin     | 1977 | 206  | 112  |

## Staff tecnico
- Allenatore: Larry Krystkowiak
- Vice-allenatori: Jim Todd, Brian James, Tony Brown, Bill Peterson
- Vice-allenatore per lo sviluppo dei giocatori: Jarrin Akana
- Preparatore atletico: Andre Daniel